# أندي هوغر
أندي هوغز  (بالإنجليزية: Andrew Hughes)‏ (2 يناير 1978 ستوكبورت المملكة المتحدة - ) هو لاعب كرة قدم بريطاني يلعب كلاعب وسط.

## روابط خارجية
- أندي هوغر على موقع قاعدة بيانات كرة القدم.إي يو (الإنجليزية)
- أندي هوغر على موقع Soccerbase.com (لاعب) (الإنجليزية)
- أندي هوغر على موقع عالم كرة القدم.نت (الإنجليزية)